# Thouet
De Thouet is een zijrivier van de Loire in het westen van Frankrijk.
De 142 km lange rivier ontspringt in Le Beugnon (Deux-Sèvres) op het plateau van Gâtine. Meer naar het noorden stroomt de rivier door de vlakte van Thouars. De Thouet mondt uit in de Loire in Saumur (Maine-et-Loire).